# Nele Waldert
Nele Waldert (* 1964 in Düsseldorf) ist eine deutsche Künstlerin.
Nele Waldert absolvierte von 1986 bis 1994 ihre Ausbildung an der Meisterschule für Bildhauerei Graz (A) und den Kunstakademien München und Düsseldorf mit Meisterschülertitel bei Fritz Schwegler.
1997 bis 2015 wurde sie mit verschiedenen Preisen ausgezeichnet und gewann Wettbewerbe, u. a. den Preis der Darmstädter Sezession. Zudem erhielt sie Arbeitsstipendien bei Triangle in Marseille (F) und im Künstlerhaus Lukas in Ahrenshoop.
Von 2004 bis 2011 hatte Nele Waldert Lehraufträge für Bildhauerei an der Kunstakademie Düsseldorf und an der Universität Paderborn inne.
Seit 1990 zeigt sie Ausstellungen in Galerien, Museen und Kunstvereinen im In- und Ausland.
Seit 2015 betreibt sie den Projektraum "Neues aus dem Wald" im Düsseldorfer Stadtteil Heerdt.